# Красногірка (Чуднівська міська громада)
Красногі́рка — село в Україні, розташоване в Чуднівській територіальній громаді, Житомирського району, Житомирської області. Населення становить 192 осіб. Орган місцевого самоврядування — Чуднівська міська рада.

## Історія
У 1906 році село Красносільської волості Житомирського повіту Волинської губернії. Відстань від повітового міста 67 верст, від волості 2. Дворів 54, мешканців 377.
До 11 липня 2018 року село входило до складу Красногірської сільської ради Чуднівського району Житомирської області.

## Населення
| Рік       | 1967 | 1978 | 1989 | 2001 | 2021 |
| --------- | ---- | ---- | ---- | ---- | ---- |
| Населення | 402  | 357  | 273  | 266  | 192  |

Чисельності наявного населення села станом на 01.01.2021 року становить 192 осіб.

### Мова
Розподіл населення за рідною мовою за даними перепису 2001 року:
| Мова            | Кількість | Відсоток |
| --------------- | --------- | -------- |
| українська      | 264       | 99.24 %  |
| російська       | 1         | 0.38 %   |
| інші/не вказали | 1         | 0.38 %   |
| Усього          | 266       | 100 %    |

## Освіта та культура

### Освіта
- Красногірська ЗОШ І-ІІ ступенів.

- Красногірський ЗДО.

### Культура
- Красногірський сільський клуб який є відокремленим структурним підрозділом Чуднівського міського будинку культури Чуднівської міської ради.